# Beiersdorf

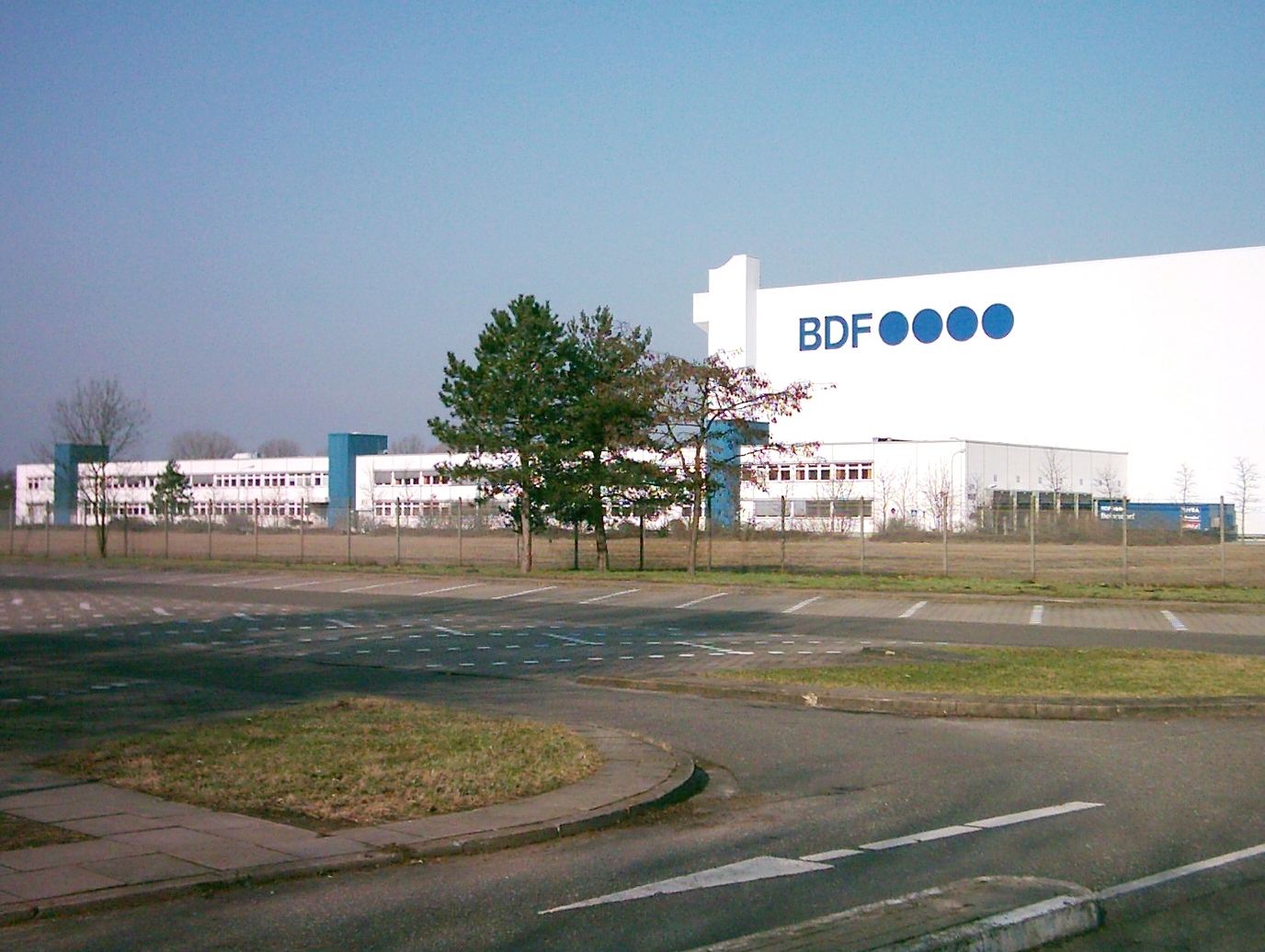
Sede de Beiesdorf en Hamburgo.

La Beiersdorf AG es una compañía cotizada alemana de bienes de consumo que cotiza en la bolsa de valores. Beiersdorf AG es especializada en productos de cuidado personal. Su sede se ubica en Hamburgo, en el distrito de Eimsbüttel, Alemania. Desde el 22 de diciembre de 2008, Beiesdorf es una de las empresas componentes del índice bursátil DAX, sustituyendo a Continental AG.

## Marcas
Las principales marcas comercializadas por Beiersdorf son:
- Nivea
- Eucerin
- Hansaplast
- Labello
- 8x4
- Atrix
- Elastoplast
- Florena
- La Prairie
- Curitas

## Controversia
En 2017, Nivea presentó un nuevo eslogan que decía «El blanco es pureza», que decidieron retirar tras las críticas porque hacía claras referencias al racismo.
El cese del acuerdo comercial en 2019 entre Nivea y su agencia de publicidad FCB&FiRe se produjo a causa de rechazar una campaña publicitaria LGTBI y de un comentario homófobo de un alto ejecutivo de la empresa: "Nosotros no hacemos cosas para gays".